# Piazomias
Piazomias är ett släkte av skalbaggar. Piazomias ingår i familjen vivlar.

## Dottertaxa tillPiazomias, i alfabetisk ordning[1]
- Piazomias aequalis
- Piazomias baeckmanni
- Piazomias brevis
- Piazomias breviusculus
- Piazomias brunneus
- Piazomias buccharicus
- Piazomias deceptor
- Piazomias desgodinsi
- Piazomias dshungaricus
- Piazomias ebeninus
- Piazomias egenus
- Piazomias faldermanni
- Piazomias fausti
- Piazomias globulicollis
- Piazomias griseistrius
- Piazomias griseus
- Piazomias hauseri
- Piazomias herbeus
- Piazomias humilis
- Piazomias hummeli
- Piazomias imitator
- Piazomias immunis
- Piazomias inauratus
- Piazomias kamicus
- Piazomias karelini
- Piazomias kozlovi
- Piazomias lewisi
- Piazomias limbatellus
- Piazomias lituratus
- Piazomias macer
- Piazomias modestus
- Piazomias nanus
- Piazomias naupactoides
- Piazomias obscurus
- Piazomias obsoletus
- Piazomias palliatus
- Piazomias parumstriatus
- Piazomias peregrinus
- Piazomias perroteti
- Piazomias pictus
- Piazomias prasinus
- Piazomias pratensis
- Piazomias pullatus
- Piazomias redikorzevi
- Piazomias rotundicollis
- Piazomias schrencki
- Piazomias schrenkii
- Piazomias semenovi
- Piazomias squamulosus
- Piazomias subcruciatus
- Piazomias sumptuosus
- Piazomias tibetanus
- Piazomias tigrinus
- Piazomias tomentosus
- Piazomias trapezicollis
- Piazomias tristiculus
- Piazomias validus
- Piazomias varicolor
- Piazomias velatus
- Piazomias welwitschi
- Piazomias vermiculosus
- Piazomias virescens
- Piazomias viridanus
- Piazomias zumpti